# Ilmatsalu (by)
Ilmatsalu (tyska: Ilmahzal) är en by (estniska: küla) i Tähtvere kommun i landskapet Tartumaa i sydöstra Estland. Byn ligger söder om vattendraget Ilmatsalu jõgi.
Öster om byn Ilmatsalu ligger småorten Ilmatsalu.
I kyrkligt hänseende hör byn till Tartu Maria församling inom den Estniska evangelisk-lutherska kyrkan.